# Il Barone Rosso (film 1971)
Il Barone Rosso (Von Richthofen and Brown e conosciuto anche come Der Rote Baron), è un film del 1971, diretto da Roger Corman, ispirato alla vita dell'asso dell'aviazione tedesco Manfred von Richthofen, durante la prima guerra mondiale.

## Trama
Prima guerra mondiale, fronte occidentale, il giovane tenente Manfred von Richthofen, pilota della Luftstreitkräfte, l'aviazione militare tedesca, viene comandato presso la squadriglia di Oswald Boelcke, un famoso asso dell'aviazione, il quale lo introduce nell'ambiente, incaricandosi anche di addestrarlo. Il suo talento di pilota, seppure unito ad una certa indisciplina che lo porta spesso ad agire autonomamente, è notato dal caposquadriglia, il quale, constatato il suo carisma, il suo modo cavalleresco di intendere la guerra ed il suo numero di vittorie che cresce costantemente, lo nomina come suo secondo, scavalcando il tenente Hermann Göring, pilota più esperto ma dotato di uno spietato cinismo che, secondo il comandante, contravviene alle regole di guerra.
Sull'altro fronte, in quel momento del conflitto svantaggiato, giunge come rimpiazzo il tenente canadese Roy Brown, un pragmatico militare, assolutamente noncurante della cavalleria con la quale i suoi colleghi rispettano le gesta di von Richthofen, e che rimane inviso a tutta la squadriglia dopo il suo rifiuto a brindare all'ennesima vittoria dell'asso tedesco.
Dopo la morte di Boelcke, von Richthofen prende il comando della squadriglia e dopo un attacco a bassa quota da parte degli Alleati suggerito da Brown, che oltre a distruggere la maggior parte dei suoi aerei provoca anche molte vittime civili, gli vengono consegnati dei nuovi aerei e, dopo avere "restituito" l'attacco agli Alleati, al rientro della missione prende la decisione di verniciare gli aerei con tutti i colori disponibili ed il suo di rosso, dando così vita a quello che passerà alla storia come circo volante, dove prestano servizio anche il giovane fratello Lother e l'altro asso dell'aviazione Werner Voss, e contemporaneamente al suo soprannome barone rosso.
Il conflitto prosegue e l'esercito tedesco inizia a segnare il passo ed a non ottenere più quei successi che gli eventi precedenti lasciavano sperare ma il barone rosso, rientrato dalla convalescenza dopo essere stato ferito e con il nuovo triplano Fokker Dr.I a disposizione, continua, pur nella consapevolezza della sempre più probabile sconfitta, a combattere nell'antico modo, scontrandosi con le idee di Göring, il quale suggerisce come nuova tattica il bombardamento delle zone civili e gli attacchi aerei con l'utilizzo dei gas asfissianti, fino al giorno in cui Brown lo avvista e, dopo un lungo combattimento riesce ad abbatterlo, precipitando nella zona controllata dai britannici, i quali gli rendono comunque gli onori.
Dopo la sua morte l'ultima scena vede Göring, nuovo comandante della squadriglia, circondato dai giovani piloti che lo acclamano; triste presagio del futuro che attende la Germania.